# Polverara (hønserace)
Polverara (også kendt som Schiatta eller Sciata) er en ældgammel hønserace, der stammer fra Italien. Racen er sjælden, og i 2007 fandtes der kun omkring 1200 høns af racen, hvoraf 300 var haner.
Racen er navngivet efter en lille by i Italien af samme navn. Racens oprindelse er ukendt og dertil også dens slægtskab med den anden hønserace Padovana, som er mindre med større hovedfjer og skæg end Polverara. Det er ukendt hvilken af de to racer, der er den oprindelige race. 
Hanen vejer 2,5–2,8 kg og hønen vejer 1.8–2.1 kg. De lægger årligt 150 hvidlige æg à 50 gram. Racen findes ikke i dværgform.

## Farvevariationer
- Hvid
- Sort